# USS Michael Monsoor (DDG-1001)
USS Michael Monsoor (DDG-1001) – amerykański niszczyciel wielozadaniowy typu Zumwalt, przystosowany do prowadzenia walki przybrzeżnej i projekcji siły na ląd. Stępkę pod okręt noszący imię poległego w Iraku bosmana Michaela Anthony'ego Monsoora, położono 23 maja 2013 roku w stoczni Bath Iron Works. Okręt został zwodowany w czerwcu 2016 roku, a w grudniu 2017 roku rozpoczął próby morskie. Przyjęty do służby 26 stycznia 2019 roku.